# Risiophlebia risi
Risiophlebia risi är en trollsländeart som först beskrevs av Campion 1915.  Risiophlebia risi ingår i släktet Risiophlebia och familjen segeltrollsländor. IUCN kategoriserar arten globalt som otillräckligt studerad. Inga underarter finns listade i Catalogue of Life.